# Belovo
För andra betydelser, se Belovo (olika betydelser).
Belovo (ryska Белово) är en stad i Kemerovo oblast i Ryssland. Den är belägen i Kuznetskbäckenet i Sibirien, ett område med många kolgruvor.

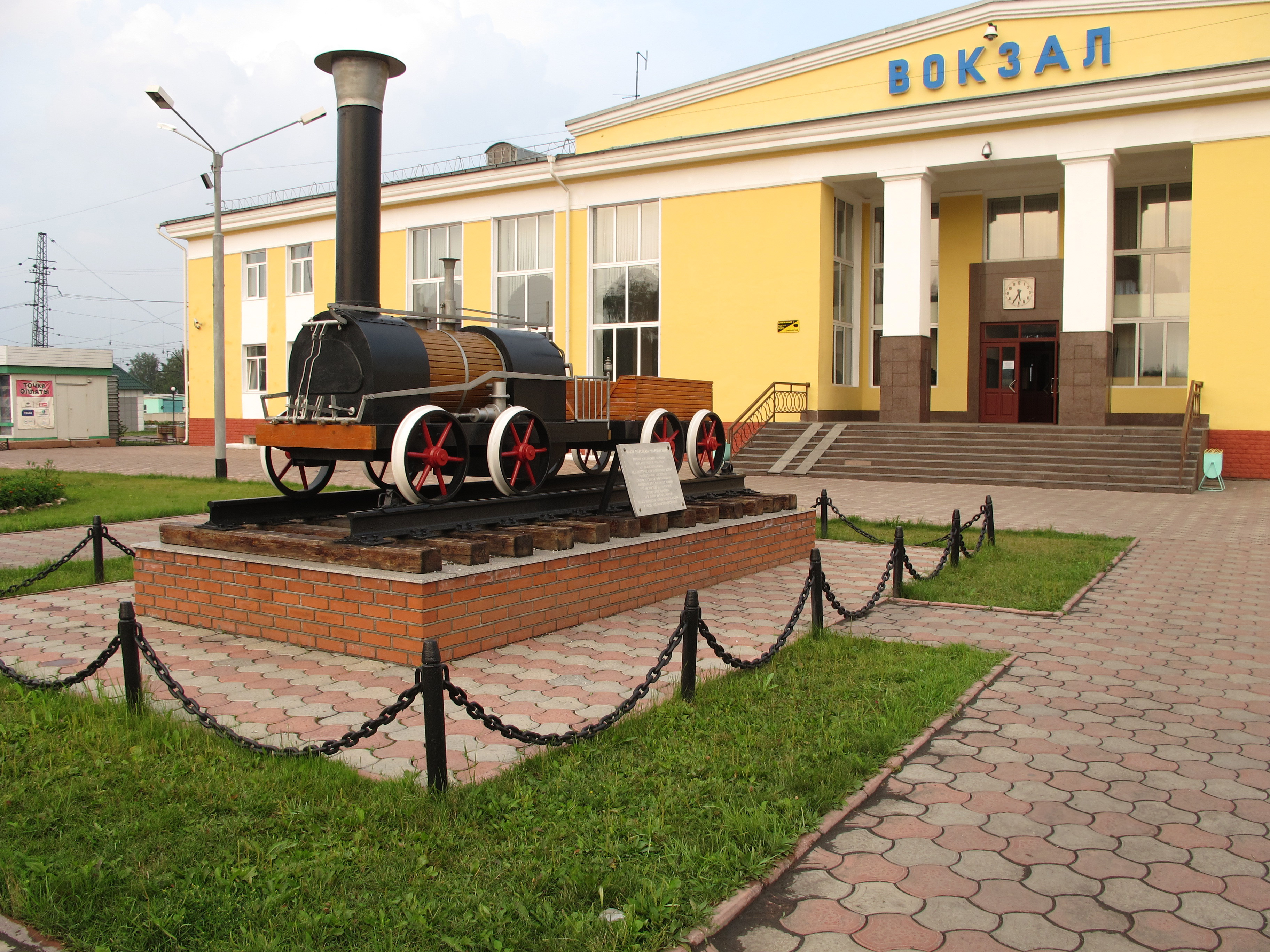
Järnvägsstationen i Belovo

## Administrativt område
Belovo administrerar även några gruvorter samt viss del landsbygd utanför själva stadsgränsen.
| Stad/Ort      | Invånarantal 9 oktober 2002 | Invånarantal 14 oktober 2010 | Invånarantal 1 januari 2015 |
| ------------- | --------------------------- | ---------------------------- | --------------------------- |
| Belovo        | 82 425                      | 76 763                       | 74 046                      |
| Batjatskij    | 14 990                      | 14 402                       | 14 075                      |
| Gramoteino    | 14 366                      | 12 996                       | 12 618                      |
| Inskoj        | 13 665                      | 12 590                       | 12 262                      |
| Novyj Gorodok | 16 765                      | 15 750                       | 15 315                      |
| Landsbygd     | 2 193                       | 2 011                        | 1 921                       |
| TOTALT        | 144 404                     | 134 502                      | 130 237                     |

År 2002 omfattade området även orterna Artysjta och Krasnobrodskij, vilka har separerats från området efteråt. Med dessa två orter hade området 159 432 invånare år 2002.